# تشاد وايزمان
تشاد وايزمان (بالفرنسية: Chad Wiseman)‏ (و. 1981  م) هو لاعب هوكي الجليد كندي، ولد في بورلينغتون، مركز لعبه هو جناح ‏.

## روابط خارجية
- تشاد وايزمان على موقع دوري الهوكي الوطني (الإنجليزية)
- تشاد وايزمان على موقع EliteProspects.com (الإنجليزية)
- تشاد وايزمان على موقع HockeyDB.com (الإنجليزية)
- تشاد وايزمان على موقع Hockey-Reference.com (الإنجليزية)